# Rodovia Anchieta
La Rodovia Anchieta, ufficialmente SP-150, è un'autostrada dello stato brasiliano di San Paolo, che collega la capitale San Paolo con la Baixada Santista e il porto di Santos, passando per la regione ABC Paulista. È una delle autostrade più trafficate del Brasile, insieme alla Rodovia dos Imigrantes, con la quale costituisce il sistema Anchieta-Imigrantes. Il suo tracciato fa parte dell'autostrada federale BR-050 che collega Brasilia a Santos, passando per lo Stato di Minas Gerais. 

## Storia
La costruzione dell'autostrada fu autorizzata per legge il 4 gennaio 1929 dal governatore di San Paolo, Júlio Prestes. Durante l'Estado Novo, il costosissimo progetto di costruzione portò il governo a considerare l'opera inutile. La sua costruzione fu iniziata nel 1939, durante il governo di Adhemar Pereira de Barros. L'autostrada fu inaugurata in due fasi: la carreggiata nord nel 1947 e la carreggiata sud nel 1953. L'autostrada è considerata un capolavoro dell'ingegneria brasiliana dell'epoca, data la sua audace trasposizione della Serra do Mar attraverso tunnel e viadotti. Nel 1969, il governo dello stato di San Paolo diede in concessione l'autostrada alla società statale Dersa. Nel 1972 furono installati i primi pedaggi nel tratto di São Bernardo do Campo. Il 29 maggio 1998, l'autostrada è stata privatizzata dall'allora governatore Mário Covas insieme alla Rodovia dos Imigrantes attraverso una gara d'appalto in cui la società Ecovias, formata da un consorzio di aziende private, si è aggiudicata una concessione ventennale per la gestione e la manutenzione dell'intero Sistema Anchieta-Imigrantes.